# 大内教幸
大内 教幸（おおうち のりゆき、生没年不詳）は、室町時代の武将。弟・教弘と同じく6代将軍・足利義教の偏諱を受けて教幸と名乗る。法名は道頓（どうとん）。応仁の乱の最中に主君政弘に対して反乱を起こした。

## 生涯

### 宗家との対立
大内教幸の弟とされる大内教弘は、大内氏の継承者である「新介」を称していたが、一方で教幸も大内氏の歴代当主である大内弘世・義弘・持盛と同じ「孫太郎」を名乗っていた。そのため、教幸が大内氏の後継者になる可能性もあったとされるが、嘉吉元年（1441年）6月の足利義教暗殺に巻き込まれて先代当主大内持世が死亡すると、教弘が大内氏を継いで赤松氏討伐に出陣した（嘉吉の乱）。
その混乱の最中に室町幕府は「嘉吉元年閏9月26日室町幕府管領奉書」（『佐々木文書』）と「（嘉吉元年）10月14日室町幕府奉行人飯尾貞連書状案」（『蜷川家文書』）を発している。前者は管領細川持之が肥前国の北高来一揆に宛てて、大内孫太郎（＝教幸）以下残党が少弐教頼と語らって大内新介教弘の所領（筑前国・豊前国）に攻め込んだので教弘を救援するように命じており、後者は室町幕府奉行衆である飯尾貞連から大内教弘に宛てて、少弐教頼に対して治罰御教書を下したものの、大友持直・菊池元朝・千葉胤鎮及び（大内）孫太郎らは以前から治罰御教書を出しているため、今回は特に御教書を出さないと通知している。この両文書からは、孫太郎こと大内教幸が「残党」と呼ばれる立場になっていた（＝嘉吉の乱以前に大内氏前当主である持世と戦った）ことや、室町幕府は持世を支持して教幸追討を命じていたと考えられ、嘉吉の乱の時点で大内氏宗家及び室町幕府と敵対していた教幸は大内氏の家督を継げず、弟の教弘が後継者になったとされる。なお、翌嘉吉2年（1442年）に持之に代わって管領に就任した畠山持国が、少弐教頼・大内持直・大内教幸の追討を引き続き命じた「嘉吉2年12月15日室町幕府管領奉書」（『志賀文書』）を発給している。
その後、文安年間以降に抵抗を断念した教幸は出家して「道頓」と名乗った。当主・教弘が"屋形"と称されるのに対して、許されて帰国した教幸は"大殿"と称され、教弘及びその嫡男である政弘を補佐する立場にあったとみられている。

### 道頓の乱
応仁の乱が発生すると甥である政弘は西軍方として上洛することとなり、道頓はその留守を守る事になった。
しかし、文明2年（1470年）2月に東軍方の8代将軍足利義政は、大内道頓（教幸）を大内氏の当主と認め、大内政弘を凶徒として討つように命じる御内書を大内氏の関係者や隣国の大友親繁に発した。また、法体であった道頓に代わって嫡男の嘉々丸が守護職に補任される。これを受けた道頓は、内藤武盛・仁保盛安・吉見信頼・周布和兼らとともに挙兵。道頓とともに留守を守っていた周防留守居役の陶弘護も御内書を掲げた道頓に屈服し、2月9日には道頓は在国の重臣たちから忠誠を誓う旨の起請文を受け取った。
その後道頓は石見国に入った。守護山名政清の支配下にあったが、守護の権威より国人層が強い地域だった。石見の有力国人吉見信頼を仲間に引き入れ、備後国や安芸国に転戦し戦った。その後道頓は石見の津和野に戻った。
しかし、陶弘護は時間を稼ぎつつ叛旗を翻す機会を狙っていたとされ、弘護は12月に挙兵すると道頓方を周防玖珂郡で打ち破った。敗れた道頓は安芸国で仁保盛安と合流して石見国に転戦、さらに長門国阿武郡の賀年城を拠点に反攻しようとしたが、翌3年（1471年）12月に再び敗れて豊前国の大友氏を頼ろうと落ち延びた（大内道頓の乱）。

### 消息
通説によると道頓は、文明3年12月26日（ユリウス暦1472年2月5日）に逃亡先の豊前国馬ヶ岳城で自害したとされる（『大日本史料』）。ところが、陶武護らが文明3年に道頓を豊前国に追った事を示す史料はあるものの、馬ヶ岳城で自害したとするのは江戸時代に編纂された『歴代鎮西要略』や一部の軍記物・諸系図だけであり（しかも『歴代鎮西要略』では文明元年（1469年）の出来事とするなど年代が異なる）、文明3年に道頓が自害したとする歴史的根拠は存在していない。
逆に文明3年以降も道頓が健在であった事を示す史料として、大内左京大夫入道（＝道頓）宛の「文明8年8月19日室町幕府奉行人連署奉書」と大友政親宛の「文明9年3月26日室町幕府奉行人連署奉書」（ともに『大友家文書録』所収）がある。前者は東軍側が大内氏当主に認定していた道頓自身に対して豊前国での停戦を命令したものであり、後者は道頓が周防・長門（大内政弘領）に攻め込もうしていることに前将軍足利義政が遺憾の意を示していることを説明し、周辺諸勢力がこれに協力しないように命じているものである。つまり、これらの文書は道頓が文明8年（1476年）段階において健在であったことと、東軍側によって守護とされてきた教幸が足利義政ら室町幕府から切り捨てられたことを示している。
文明9年11月に応仁の乱が終息すると、西軍諸将である大内政弘らの守護解任が無効となり、幕府の分裂を解消した足利義政ら旧東軍勢力にとって道頓の利用価値はなくなった。その後、文明10年（1478年）9月に博多を陥落させた大内政弘が、最後まで道頓に従っていたとみられている仁保弘名（盛安の子）を梟首しているが、道頓本人の消息は不明である。

### 子孫
教幸の子とされる大内任世（ただよ?）は尾張国愛智郡星崎へ移住し、その子孫の山口重政は佐久間正勝の家臣の後、徳川家康に仕え、初代牛久藩主となった。